# Soki

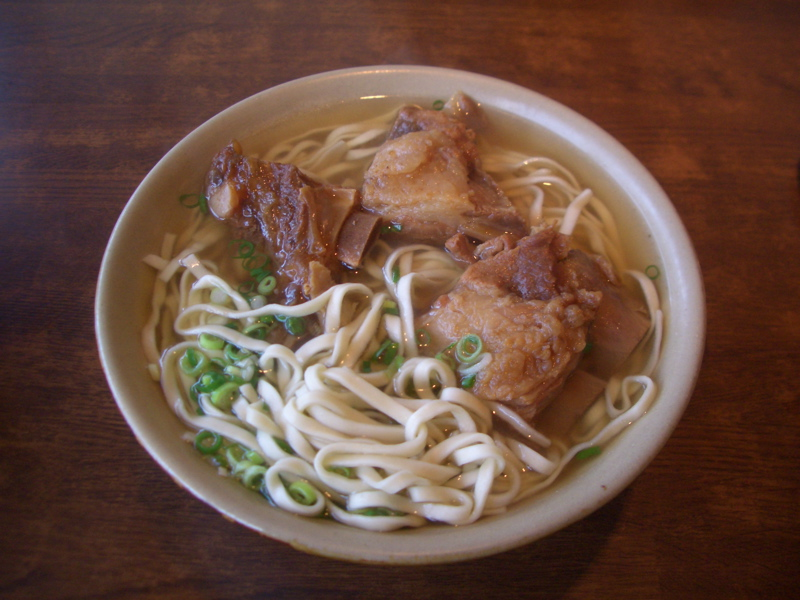
Sōki soba

Soki(ソーキ) là một món ăn vùng Okinawa, Nhật Bản. Sōki là món sườn hầm, đây là loại sườn đã được rút xương, chỉ còn để lại sụn. Món này thường được ăn với mì soba.

## Món ăn

### Sōki soba
Mì soba vùng Okinawa với sườn hầm đặt phía trên cùng: Đầu tiên, sườn được luộc để loại bỏ lượng mỡ dư thừa, rồi được hầm với rượu awamori (để làm mềm miếng thịt), nước tương và đường trong vòng 3, 4 tiếng đồng hồ. Sau đó, sườn được đặt vào tô mì soba vùng Okinawa.

### Sōki jiru
Đây là món súp có sōki, tảo bẹ konbu, và củ cải trắng, nêm thêm muối và nước tương. Đầu tiên, sườn được luộc để tránh có quá nhiều mỡ chảy ra, rồi được hầm trong nước súp cho đến khi mềm.
Trên các đảo chính của Nhật Bản, konbu được dùng để tạo vị cho món súp rồi được bỏ đi, nhưng riêng ở Okinawa thì họ vẫn để lại konbu.